# Sanna (Træna)
Sanna, ook wel Sanda of Sande genoemd, is een eiland in gemeente Træna, Noorwegen. Het heeft een oppervlakte van 3,0 km² en is daarmee het grootste eiland van Træna. In 2018 telde het twee tot drie inwoners.
Het eiland heeft vijf karakteristieke bergtoppen. Het hoogste punt is Trænstaven, een berg die een hoogte heeft van 338 meter boven zeeniveau. Verder bevindt zich op het eiland de grot van Kirkehellaren.
Het eiland ligt op minder dan 1 kilometer ten westen van het hoofdeiland Husøya.

## Galerij

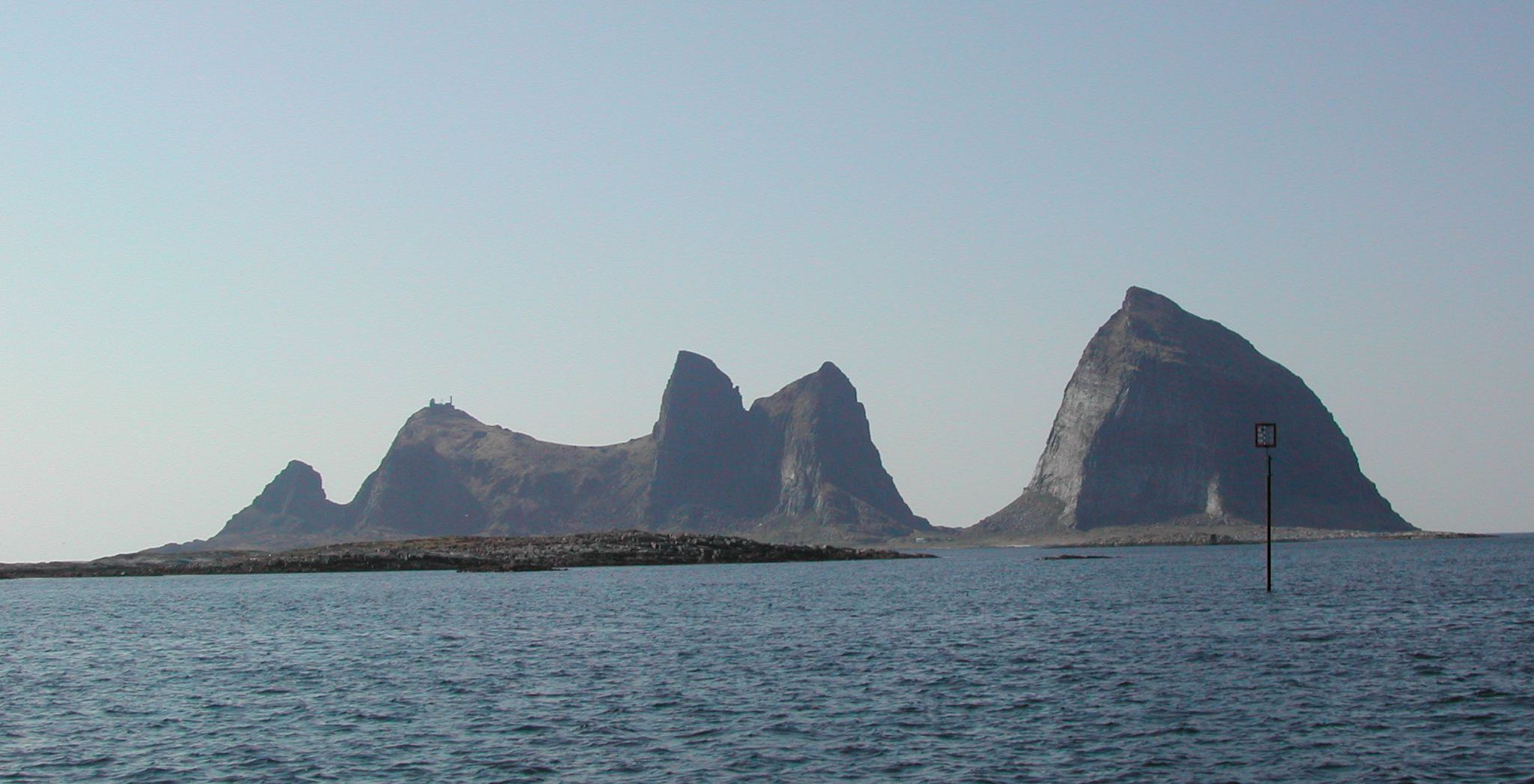
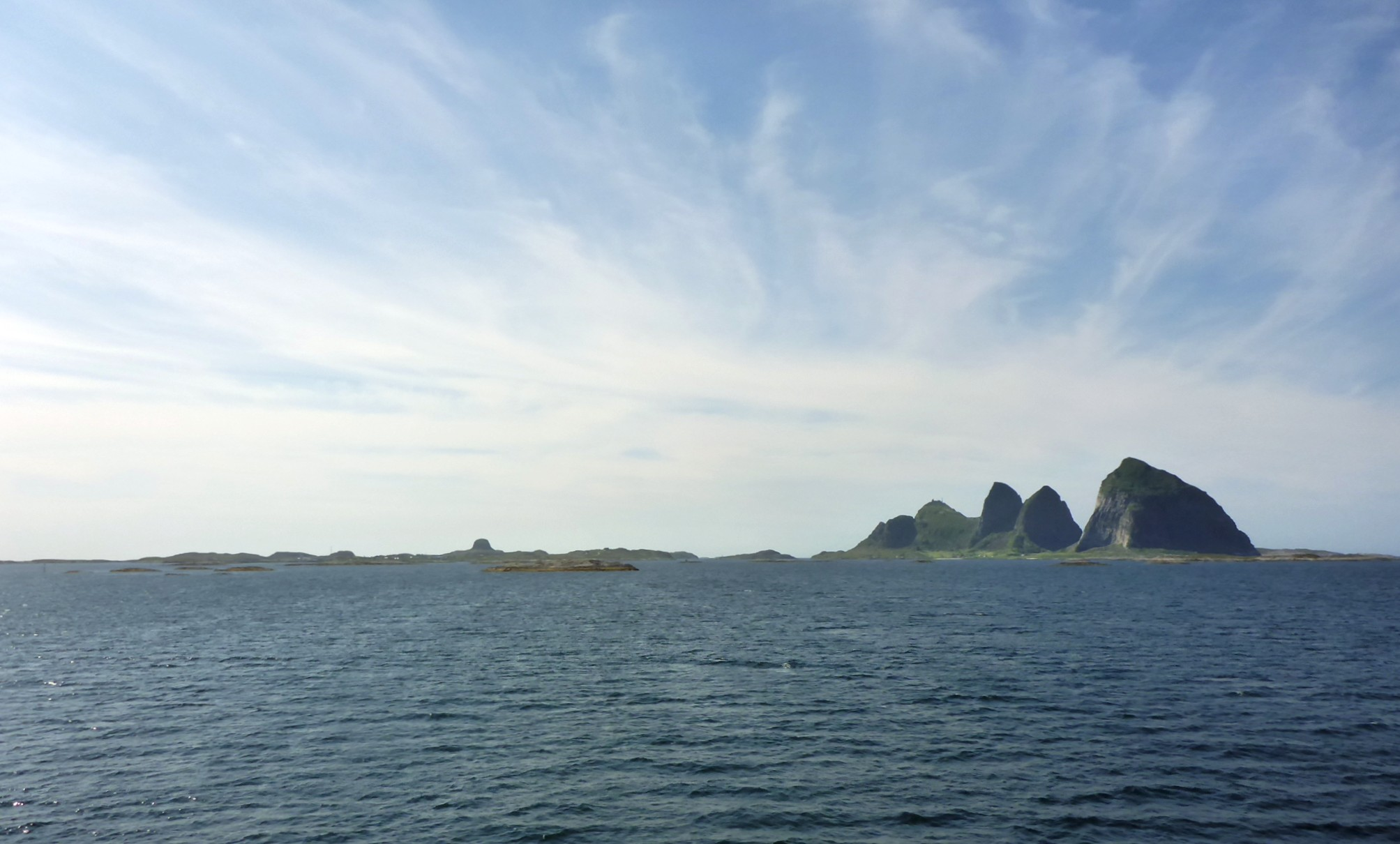
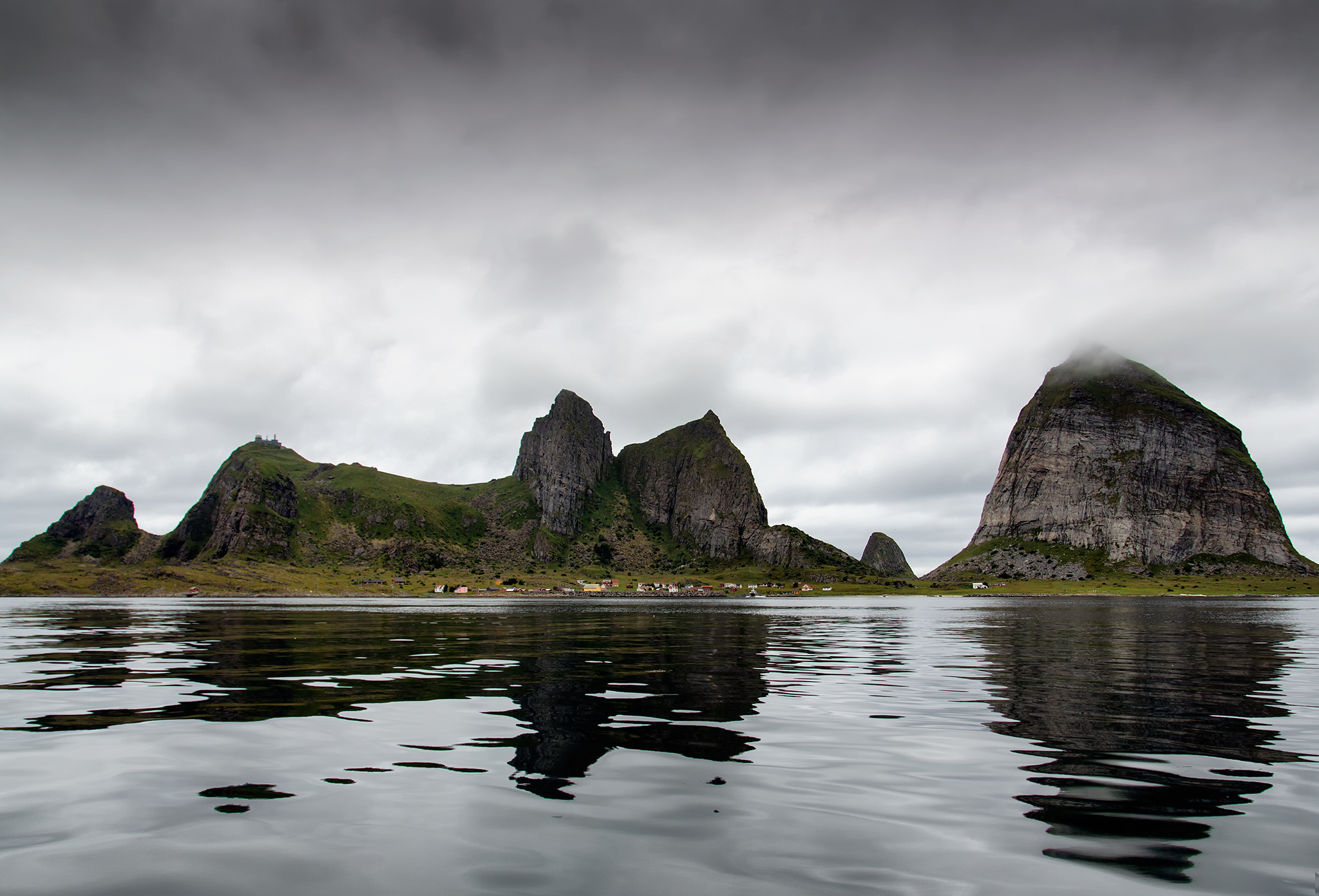
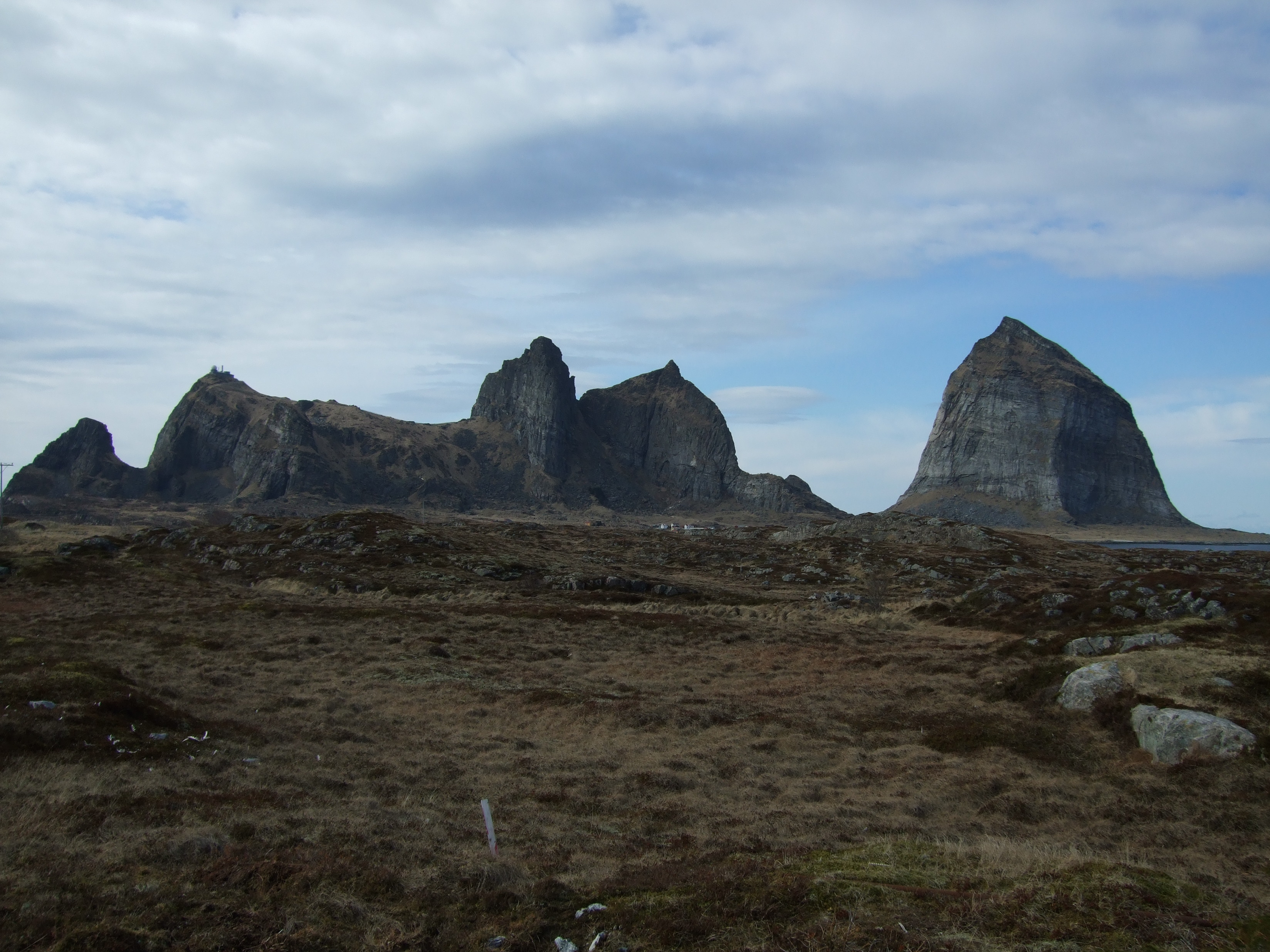
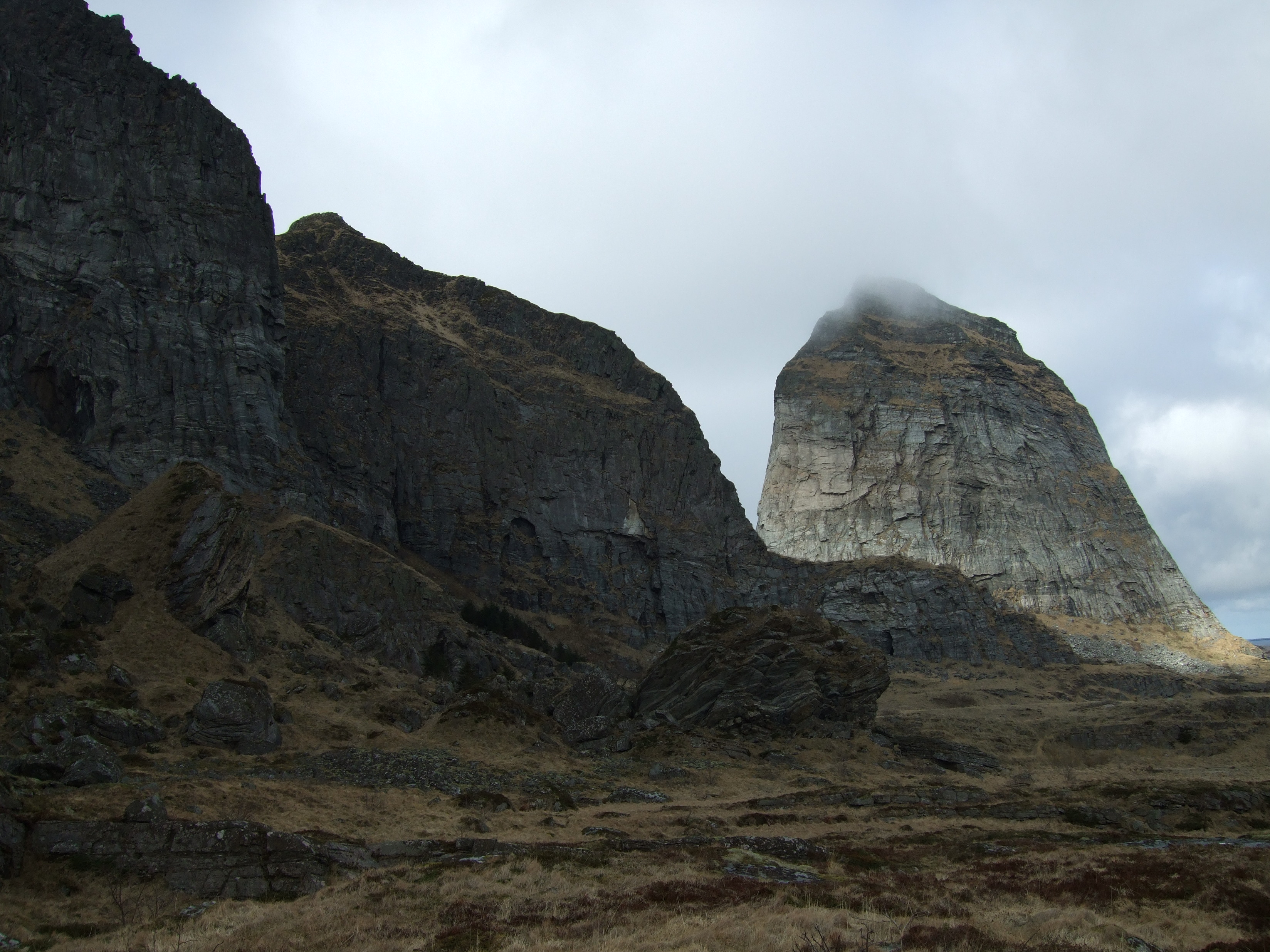
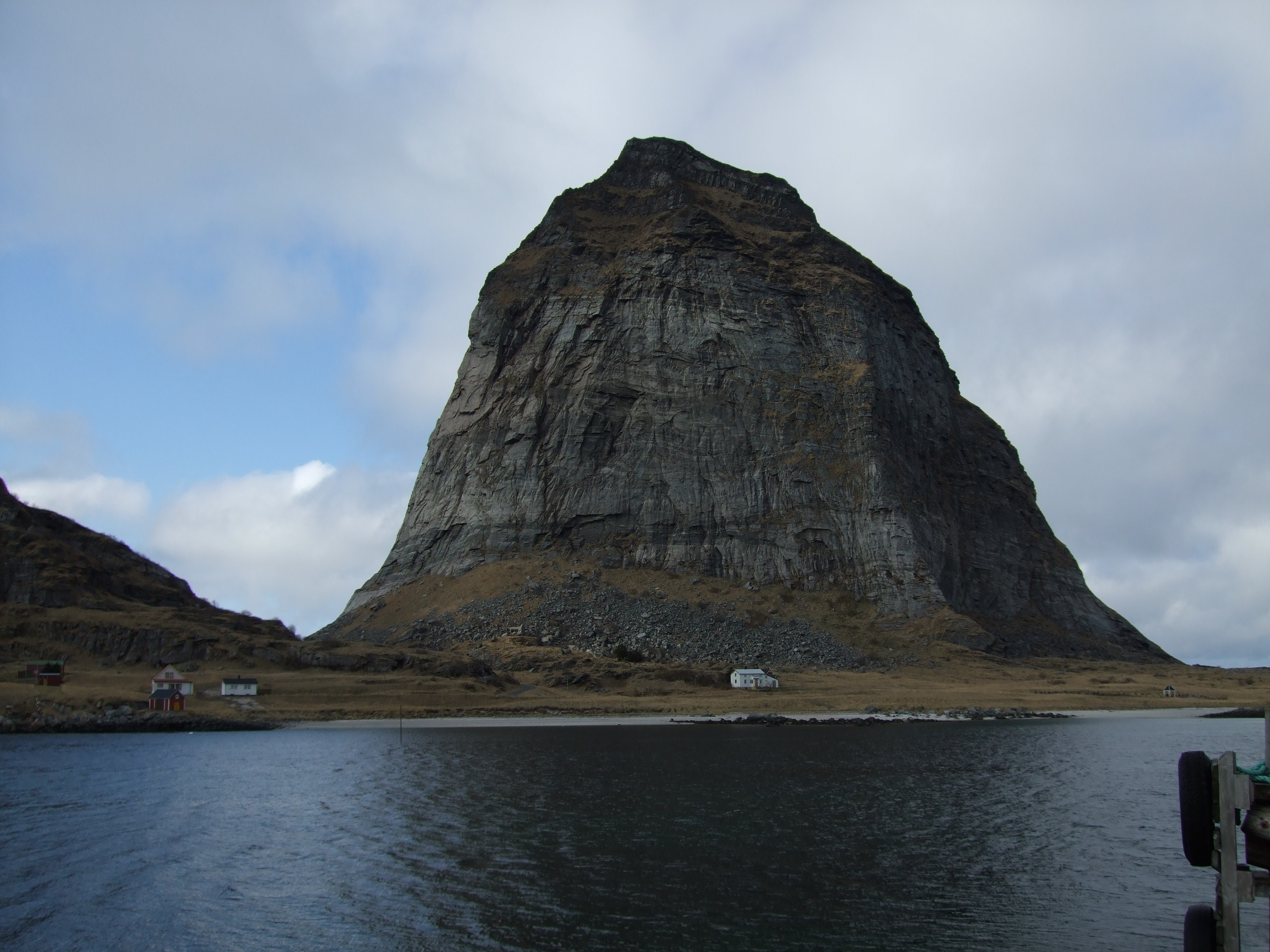